# Physaria pendula
Physaria pendula là một loài thực vật có hoa trong họ Cải. Loài này được (Rollins) O'Kane & Al-Shehbaz mô tả khoa học đầu tiên năm 2002.